# Lithocarpus chittagongus
Lithocarpus chittagongus är en bokväxtart som först beskrevs av George King och Joseph Dalton Hooker, och fick sitt nu gällande namn av Elmer Drew Merrill. Lithocarpus chittagongus ingår i släktet Lithocarpus och familjen bokväxter.
Artens utbredningsområde är Burma. Inga underarter finns listade.